# ス (映画)
『ス』（原題：수（→壽））は、崔洋一監督による2007年製作・公開の韓国映画である。英題はArt of Revenge、あるいはSoo: Revenge for a Twisted Fateとして知られている。日本では、2008年夏に公開の予定、とアナウンスされたが、同年3月1日から東京の「シネマート六本木」で開催された「韓流シネマ･フェスティバル2008春」の1作として上映されたのち、同年11月5日にSPOから、『ス SOO』のタイトルでDVDとして発売された。

## 概要
日本ではテレビドラマ『宮廷女官チャングムの誓い』のチョンホ役で知られるチ・ジニを主演に、日本で生まれ、日本映画でキャリアを積んだ映画監督崔洋一が初めてとりくんだ、純然たる韓国映画である。スタッフもすべて韓国人である。撮影監督は、パク・チャヌク監督の大ヒット映画『JSA』のキム・ソンボク、音楽は『グエムル-漢江の怪物-』のイ・ビョンウである。
共演の女優カン・ソンヨンは、『王の男』（2005年）などに出演している。チョ・ギョンファンは日本でも多くの韓流ドラマでの父親役で知られる俳優である。
原題の「壽 수」とは「解決師」の意味で、最高の殺し屋である主人公を指している。
製作はトゥリズクラブ、韓国での配給はCJエンタテインメント。本作は、2007年11月1日、ドイツの「ミュンヘン・アジアフィルムフェスト」で上映された。2008年1月25日にはドイツで早くもDVDが発売された。